# Lauritsalan Työväen Palloilijat
Lauritsalan Työväen Palloilijat (w skrócie LAUTP) – fiński klub piłkarski z siedzibą w dzielnicy Lauritsala w Lappeenrancie, w regionie Karelia Południowa. Klub został założony w 1946 roku i od tego czasu aktywnie uczestniczy w lokalnych i regionalnych rozgrywkach piłkarskich.

## Historia
LAUTP został założony w 1946 roku jako klub sportowy reprezentujący społeczność robotniczą Lauritsali. W ciągu swojej historii klub brał udział w różnych klasach rozgrywkowych fińskiego systemu ligowego. W latach 1985–1987 drużyna seniorów grała w I dywizji (drugi poziom rozgrywek), a w latach 1984 oraz 1988–1990 w II dywizji. W sezonie 1985 klub był bliski awansu do najwyższej klasy rozgrywkowej, zajmując drugie miejsce w tabeli, co dawało prawo do udziału w barażach o awans.

## Obecna działalność
Obecnie LAUTP rywalizuje w Kolmonen – Itäinen, co stanowi czwarty poziom fińskiego systemu ligowego. Klub skupia się na rozwoju młodzieży, prowadząc liczne drużyny juniorskie zarówno dla chłopców, jak i dziewcząt. LAUTP organizuje również letnie obozy piłkarskie oraz szkółki dla dzieci w wieku od 7 do 15 lat, promując aktywność fizyczną i rozwój sportowy wśród młodzieży .

## Stadion
Drużyna rozgrywa swoje mecze domowe na stadionie Lauritsalan urheilukenttä, który może pomieścić około 500 widzów .

## Barwy klubowe i logo
Barwy klubowe LAUTP to niebieski i biały. Logo klubu przedstawia stylizowaną piłkę nożną wraz z nazwą klubu, co symbolizuje jego sportowy charakter i zaangażowanie w rozwój piłki nożnej w regionie.

## Media społecznościowe i obecność online
LAUTP aktywnie prowadzi swoje profile w mediach społecznościowych, dzieląc się aktualnościami, wynikami meczów oraz informacjami o wydarzeniach klubowych. Klub posiada również oficjalną stronę internetową, na której można znaleźć szczegółowe informacje o drużynach, harmonogramach treningów oraz nadchodzących wydarzeniach .